# Decemviri
Comisia însărcinată să conducă statul roman între 451-440 î.Hr. era alcătuită din zece persoane, numite Decemviri legibus scribundis. Printre măsurile luate de decemviri s-a aflat și întocmirea unui cod de legi, care au fost incizate pe zece table de aramă (Lex duodecim tabularum).